# Gesellschaft für Leprakunde
1. REDIRECT Lepramuseum Münster